# Marcelo Usera
Marcelo Usera y Sánchez (Madrid, 1874 - id., 1955) fue un militar y empresario español. 

## Biografía
Hijo de Gabriel Usera Jiménez (inspector general del Cuerpo de Ingenieros), Marcelo quedó huérfano en edad relativamente temprana.
En 1893 se incorporó a la carrera militar, continuando en el ejército hasta 1924, en el que había alcanzado el grado de teniente coronel.
Ya desde los momentos finales de la década de 1910 comenzó la actividad de promoción urbanística, para lo que fue decisivo que la que era su esposa desde 1904, Carmen del Río Fernández, poseyera por herencia de su padre (conocido como El Tío Sordillo) una gran extensión de terrenos en Madrid y alrededores.Entre las zonas con construcciones promovidas por Marcelo Usera se encuentran las que dan origen al distrito actualmente conocido con su nombre. Un cierto número de calles de ese barrio recibieron los nombres de miembros de la familia de Marcelo Usera o también de empleados de este. También desarrolló actividades en el ámbito de la agricultura extensiva y la ganadería. Tras el fallecimiento de su primera mujer, se casó con Anita Vindel y Ochoa.

## Legado
En Madrid existen lugares y vías públicas que recuerdan el nombre de esta persona
- Marcelo Usera es el nombre que recibe una importante vía pública de Madrid;
- también se refiere a esta persona el nombre del distrito de Usera en la misma ciudad;
- El Colegio Público Marcelo Usera de Madrid, inaugurado el 14 de abril de 1933 (II aniversario de la instauración de la Segunda República Española) es resultado de una donación realizada por Marcelo Usera, quien no tuvo descendencia.[4]